# Leandro Pérez
Leandro Leonel Pérez (* 14. Januar 2001) ist ein argentinischer Leichtathlet, der sich auf den Mittelstreckenlauf spezialisiert hat.

## Sportliche Laufbahn
Erste internationale Erfahrungen sammelte Leandro Pérez im Jahr 2021, als er bei den U23-Südamerikameisterschaften in Guayaquil in 3:49,16 min die Silbermedaille im 1500-Meter-Lauf hinter dem Brasilianer Eduardo Ribeiro gewann und über 5000 Meter nicht ins Ziel kam. Anschließend gelangte er bei den erstmals ausgetragenen Panamerikanischen Juniorenspielen in Cali mit 3:47,29 min auf Rang vier über 1500 Meter. Im Jahr darauf wurde er bei den U23-Südamerikameisterschaften in Cascavel in 3:46,60 min Vierter.
2021 wurde Pérez argentinischer Meister im 800-Meter-Lauf.

## Persönliche Bestzeiten
- 800 Meter: 1:52,63 min, 20. November 2021 in Mar del Plata
- 1500 Meter: 3:46,60 min, 1. Oktober 2020 in Cascavel
- Meile: 4:16,82 min, 5. Februar 2022 in Mar del Plata
- 3000 Meter: 8:20,13 min, 16. April 2022 in Mar del Plata
- 5000 Meter: 14:37,00 min, 15. August 2021 in Mar del Plata